# Grand (rzeka w Ontario)
Grand (ang. Grand River) – rzeka w Kanadzie, w południowej części prowincji Ontario. Uchodzi do jeziora Erie. Długość wynosi 266 km. Sieć rzeczna ma układ równoległy dendrytyczny.
Ważne miasta, przez które przepływa rzeka Grand: Waterloo, Kitchener, Cambridge oraz Brantford.
Ważne dopływy rzeki Grand: Conestogo, Speed oraz Nith.